# Killerpilze
Os Killerpilze são uma banda alemã de punk/rock formada em Wertingen na Alemanha.
A banda é formada por 3 elementos: Johannes Halbig (Jo, voz/guitarra), Fabian Halbig (Fabi, bateria) e Maximilian Schlichter (Mäx, guitarra/2.ª voz).
Inicialmente a banda era formada por 4 membros, mas Andreas Schlagenhaftalias Schlagi (Schlagi, baixo), saiu para acabar os estudos e estava farto da pressão das revistas e televisões…
O nome KILLERPILZE significa cogumelos assassinos [Killer - assassino(s)/ Pilze - Cogumelos (tendo que tomar em consideração a troca da ordem das palavras em alemão em comparação com o português)].
Com suas canções rock, a banda virou uma das melhores da sua terra natal. Na Primavera de 2006, o seu single "Richtig Scheiße" chegou a # 17 na Alemanha. Desde seu primeiro grande sucesso, a nível nacional, a banda conquistou o mundo, fazendo shows na França, Polônia, República Checa, bem como a Áustria e Alemanha. Recentemente, a banda também tem agendado um show na Rússia, juntamente com outra banda alemã chamada "Panik".

## Discografia
- 2006: Invasion der Killerpilze
- 2007: Mit Pauken und Raketen
- 2010: Lautonom
- 2011: Ein bisschen Zeitgeist
- 2013: Grell
- 2014: Postkarten
- 2016: HIGH